# Cão de busca e salvamento

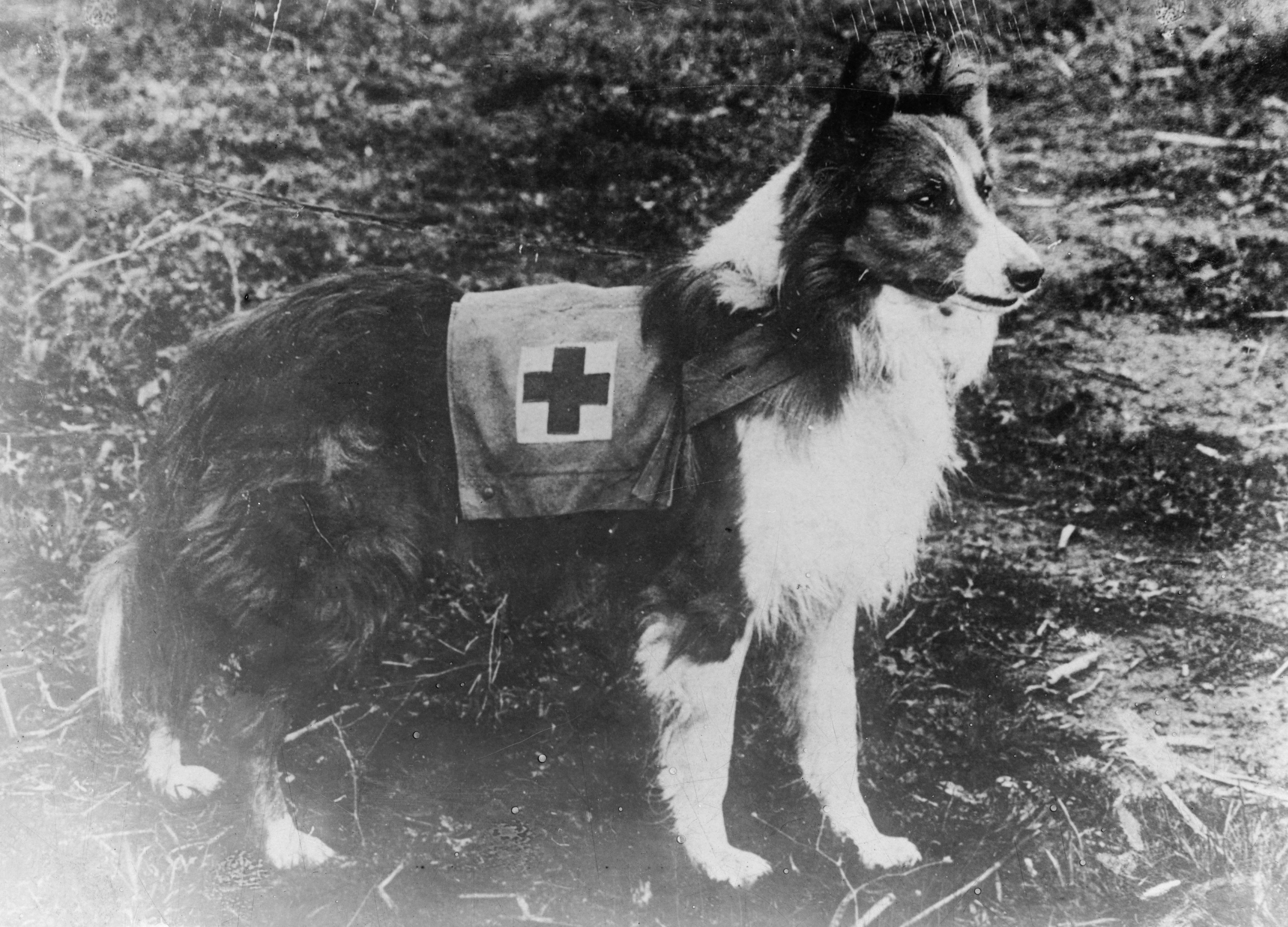
Cão da raça Collie como regastador da Cruz Vermelha (1909)

Os cães de busca e salvamento são animais treinados para encontrar pessoas vivas ou recém falecidas em muito diversas situações:
- cobertas por avalanches de neve ou terra;
- grandes áreas;
- Presas em espaços confinados, estruturas desabadas ou deslizamentos de terra em áreas habitadas;
- salvamento por arrasto de náufragos ou banhistas (cão de água);
- Busca forense por vítimas de desastres, crimes, valas comuns ou pessoas afogadas em corpos d'água.
- funções paramédicas

## Antecedentes

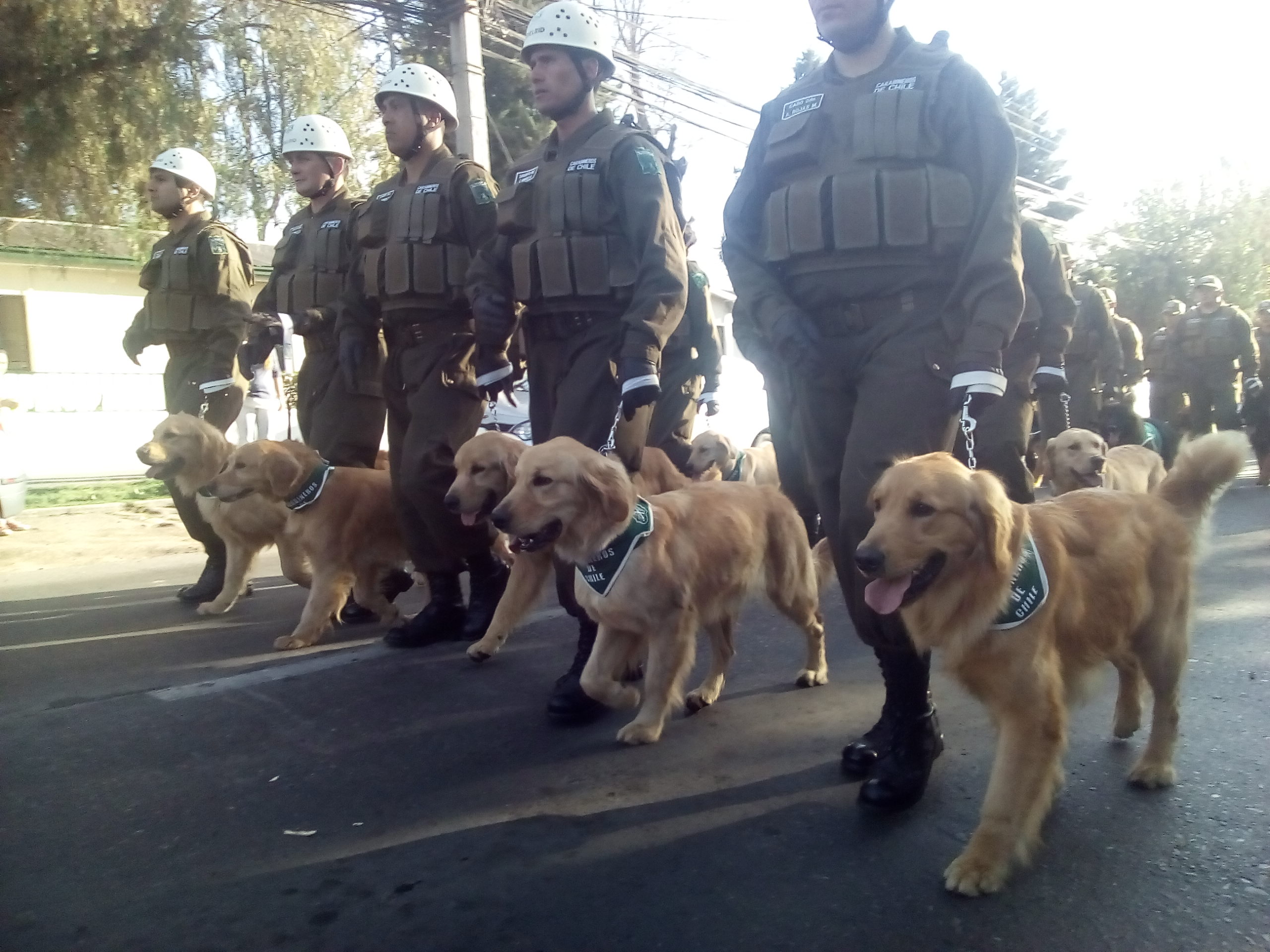
Desfile com cães de resgate de Carabineiros de Chile.

Os cães, têm um sentido do olfato bem mais desenvolvido que o ser humano.O ser humano tem cerca de cinco milhões de células olfativas, enquanto  o cão têm cerca de duzentos cinquenta milhões.Os cães são capazes de detectar o cheiro de uma pessoa viva pelas quarenta mil células que se desprendem da pele por minuto . O cheiro de putrefação também lhes ajuda a localizar vítimas. Estes são os chamados "cães farejadores",  que diferem dos "cães de rastreamento", que se especializam em encontrar pessoas perdidas seguindo seu rastro, em ocasiões a partir do último lugar onde estas foram vistas.
Não são todas as raças de cães que servem para realizar trabalhos de resgate, estas  costumam ser border collie, golden retriever, labradores, pastores alemães e pastores belgas".
Os cães que trabalham com os diferentes corpos de protecção civil, polícia, e exército também se dedicam a trabalhos de detecção de substâncias proibidas, materiais explosivos, dinheiro, etc.

## Tipos
Os cães de resgate podem ser classificados em dois tipos principais:
- Cães rastreadores: estes cães estão treinados para seguir o rastro de pessoas desaparecidas. Os cães rastreadores costumam ser de raças como o labrador retriever, pastor alemão ou  bloodhound.
- Cães de detecção: estes cães estão treinados para detectar pessoas confinadas  em baixo de escombros ou substâncias perigosas. Os cães de detecção costumam ser de raças como o labrador retriever, pastor belga,  malinois, ou golden retriever.

## Regulação internacional

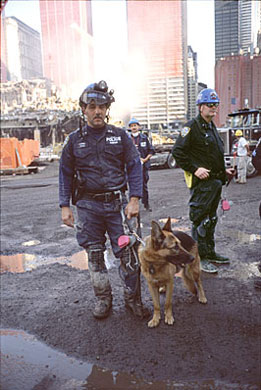
Pastor alemão usado no resgate de sobreviventes depois dos atentados do 11 de setembro de 2001

Em 1999 a Federação Cinológica Internacional criou o primeiro "Regulamento Canino Internacional para a Avaliação de Cães de Salvamento" (FCI, 1999). Devido ao pouco interesse para com este programa por parte da FCI e tendo se evidenciado a necessidade de se trabalhar de maneira coordenada na atenção de desastres, um grupo de guias caninos de busca e salvamento fundou a Organização Internacional para Cães de Salvamento (IRO) com sede na Áustria, a qual publicou no ano 2000 seu Regulamento Internacional de Provas para Cães de Salvamento.
Em 25 de janeiro de 2006 ambas instituições assinam o Convênio de Cooperação (FCI/IRO acordo de cooperação 2006) onde entre outros temas apresentam e assumem os International Testing Standards for Rescue Dog Testes (Padrões internacionais para testes de cães de resgate) (FCI/IRO, 2005).
Por sua vez a Assembleia Geral das Nações Unidas em sua resolução 57/150 do 27 de fevereiro de 2003, numeral oito, alenta aos Estados membros a que, com o apoio do Escritório de Coordenação de Assuntos Humanitários (OCHA) da Secretaria e em colaboração com o Grupo Consultivo Internacional (INSARAG), continuem as iniciativas para aumentar a eficiência e a eficácia da assistência internacional para as operações de busca e salvamento em zonas urbanas, incluída a elaboração de normas comuns. Foi assim que o INSARAG encarregou a IRO de desenvolver uma proposta de regulamentação operacional universal para cães de resgate..
A nível nacional e estatal, existem inumeráveis organizações de cães de busca e resgate, entre as que destacam a "Agência Federal para a Ajuda Técnica" de Alemanha e a Agência Federal para Manejo de Emergências de EE. UU. Igualmente existem organizações não governamentais que se ocupam do tema em diferentes partes do mundo.

## Provas de cão de busca e salvamento
Os testes de cães de busca e salvamento (equipe) são uma série de testes que qualificam um cão como um cão de resgate . Somente equipes compostas por um cão e um adestrador que tenham concluído com sucesso os testes de cães de resgate podem ser empregadas como membros plenos em equipes de cães de busca e salvamento; No entanto, equipes que ainda estão em treinamento podem participar de missões como ajudantes.
Além dos testes operacionais, nos quais as equipes são testadas em suas habilidades para uma missão (real) de resgate com cães, também há testes esportivos. Nos testes esportivos (por exemplo, na FCI ), apenas o desempenho das equipes (cão e condutor) na busca é testado e não o conhecimento operacional dos condutores (por exemplo, em serviços médicos, táticas operacionais e segurança).
Existem diferentes níveis de exame em diferentes disciplinas (áreas temáticas); Dependendo da organização do treinamento, o conteúdo e o procedimento do exame podem diferir ligeiramente em detalhes; No entanto, a estrutura e os requisitos básicos são amplamente padronizados.

#### Provas
Antes de todos os outros testes, há um teste de caráter e o teste de aptidão para cães de resgate .
Em seguida, vêm os verdadeiros “ testes de equipe de cães de resgate ”. Em geral, são:
1. exame preliminar da equipe de cães de resgate (A)
2. teste de equipe de cães de resgate (B)
3. Teste de equipe de cães de resgate (estendido) (C
4. Reexame da equipe de cães de resgate (B+C)

#### Áreas temáticas
Internacionalmente, todos os exames podem ser feitos em diferentes disciplinas (diferenças nacionais não são levadas em consideração). Essas divisões são:
1. pesquisa de área
2. procurar em escombros
3. busca em avalanche
4. resgate aquático
5. arrastando mantras
6. (detecção de água)
7. ((busca de cadáver))

## Cães famosos
- Frida[2][3][4]
- Proteo (cão de resgate)[5]
- Athos (cão de resgate)[6]